# Lag fáze
Lag fáze je jednou z osmi fází životního cyklu populace mikroorganizmů. Je to fáze iniciální, resp. ta která je vytyčena jako iniciální při chápání změn v mikrobiální populaci. V průběhu lag fáze dochází k přizpůsobování se buněk novému prostředí. Dochází k přestavbě jejich enzymového aparátu a postupné utilizaci dostupných živin. V procesu vstupu do nového prostředí mohou některé buňky populace i odumírat. Při průmyslové výrobě biomasy či chemických látek mikroorganizmy se vyžaduje zkrácení této fáze. Na lag fázi, navazuje fáze zrychleného růstu.